# Stepànivka (Crimea)
|  | Per a altres significats, vegeu «Stepànovka». |

Stepànivka (en (ucraïnès): Степанівка, en rus: Степановка) és un poble de la República Autònoma de Crimea, a Ucraïna, que el 2014 tenia 42 habitants. Pertany al districte de Nijnegorski. Fins al 1948 la vila es deia Fiódorovka.